# Club Paradís
Club Paradís (títol original: Club Paradise) és una pel·lícula estatunidenca dirigida per Harold Ramis, estrenada l'any 1986. Ha estat doblada al català.

## Argument
Jack Moniker, un exbomber de Chicago, ha decidit vendre tot el que té i hipotecar la seva modesta pensió per rehabilitar una vella casa, el "Club Paradís", situada en una illa del Carib. Moniker pensa convertir-la en un hotel; però el que en principi sembla un bon negoci es converteix gradualment en una autèntica font de problemes.

## Repartiment
- Robin Williams: Jack Moniker
- Peter O'Toole: El governador Anthony Cloyden Hayes
- Jimmy Cliff: Ernest Reed
- Twiggy: Phillipa Lloyd
- Rick Moranis: Barry Nye
- Adolph Caesar: Primer ministre Solomon Gundy
- Andrea Martin: Linda White
- Eugene Levy: Barry Steinberg
- Joanna Cassidy: Terry Hamlin
- Steven Kampmann: Randy White
- Brian Doyle-Murray: Veu Zerbe
- Mary Gross: Jackie
- Robin Duke: Mary Lou
- Joe Flaherty: El pilot
- Simon Jones: El capità Toby Prooth
- Peter Bromilow: Nigel
- Carey Lowell: Una de les models
- Bruce McGill: Dave